# Cantonul Nouzonville
Cantonul Nouzonville este un canton din arondismentul Charleville-Mézières, departamentul Ardennes, regiunea Champagne-Ardenne, Franța.

## Comune
- Gespunsart
- Joigny-sur-Meuse
- Neufmanil
- Nouzonville (reședință)